# Bruno Ibeas
Bruno Ibeas Gutiérrez O.S.A., (Celada de la Torre (Burgos) 1879 - Madrid 1957), religioso de la Orden de San Agustín, famoso escritor y ensayista español.

## Biografía
Ingresó en la Orden de San Agustín los diecisiete años. Ordenado sacerdote en 1902 fue destinado a la educación de la juventud. Destacó en el púlpito y en la cátedra.
Doctor en Filosofía y Letras, ocupó la cátedra de Historia de la Filosofía en la Universidad Central de Madrid.
En 1919 firmó el manifiesto fundacional del Grupo de la Democracia Cristiana.
Durante la Segunda República española colaboró en la revista de pensamiento tradicionalista y católico Acción Española.

## Obras
- El Socialismo (1935)
- El catolicismo y la guerra (1915)
- Discreteos filosóficos-literarios (1915)
- La voz de las ideas (1919)
- La teoría de la relatividad de Einstein (1920)
- De la vida y de la muerte (1924)